# Ofra Harnoy
Ofra Harnoy, née le 31 janvier 1965 à Hadera en Israël, est une violoncelliste canadienne.

## Biographie
Elle émigre avec sa famille à Toronto en 1971. Dès l'âge de six ans, elle apprend le violoncelle avec son père, Jacob Harnoy. Elle a ensuite des professeurs renommés tels : Pierre Fournier, Jacqueline du Pré, et Mstislav Rostropovitch.
Elle commence sa carrière de soliste à l'âge de 10 ans. Son premier concert public comme soliste fut donné au Carnegie Hall en 1982.
Elle a son actif le premier enregistrement mondial du Concerto Rondo en sol pour violoncelle de Jacques Offenbach en 1983 ainsi que des concertos inédits de Vivaldi.
Ses disques sont distribués en France par la firme RCA.
En 2019, Ofra Harnoy a sorti son dernier album, Back to Bach sur le label canadien classique, Analekta. Elle est mariée au trompettiste, producteur et compositeur Mike Herriott.

## Discographie sélective
- 1983 : Concertos n° 1 et 2 de Haydn
- 1984 : Offenbach (Concerto Rondo) / Saint-Saëns (Concerto pour violoncelle n° 1) / Tchaïkovski (Variations sur un thème rococo)
- 1986 : Salut d'amour avec Michel Dussek. Œuvres de Bloch, Coulthard, Debussy, Elgar, Falla, Fauré, Foss, Gershwin, Liszt, Piatti, Popper, Rimski-Korsakov, Saint-Saëns, Sarasate et Tchaïkovski
- 1988 : Sonate Arpagione de Schubert et sonate op. 119 de Prokofiev
- 1988, 1989, 1993, 1994 : Concertos de Vivaldi (4 CD dont beaucoup de premiers enregistrements mondiaux, avec le Toronto Chamber Orchestra, dir. Paul Robinson)
- 1991 : Œuvres de Bloch et de Bruch
- 1993 : Concertos pour violoncelles et orchestre de Boccherini, Myslivecek et Viotti
- 1994 : Sonates pour piano et violoncelle de Chopin et Franck (avec Cyprien Katsaris)
- 1994 : Œuvres de Dvorak
- 1994 : Sonates de Vivaldi
- 1996 : Concerto militaire de Jacques Offenbach / Andante (1845) de Jacques Offenbach / Concerto en ré d'Édouard Lalo

## Récompenses
- 1982 : Concert Artists Guild award in New York
- 1983 : Young Musician of the Year par le Musical America Magazine
- 1987 et 1988 : Juno Awards « Best Classical Album »
- 1990, 1992, 1993 : Juno Awards « Instrumental Artist of the Year »
- 1988 : Grand prix du disque

## Décoration
- Membre de l'ordre du Canada (1995)